# Castrojeriz

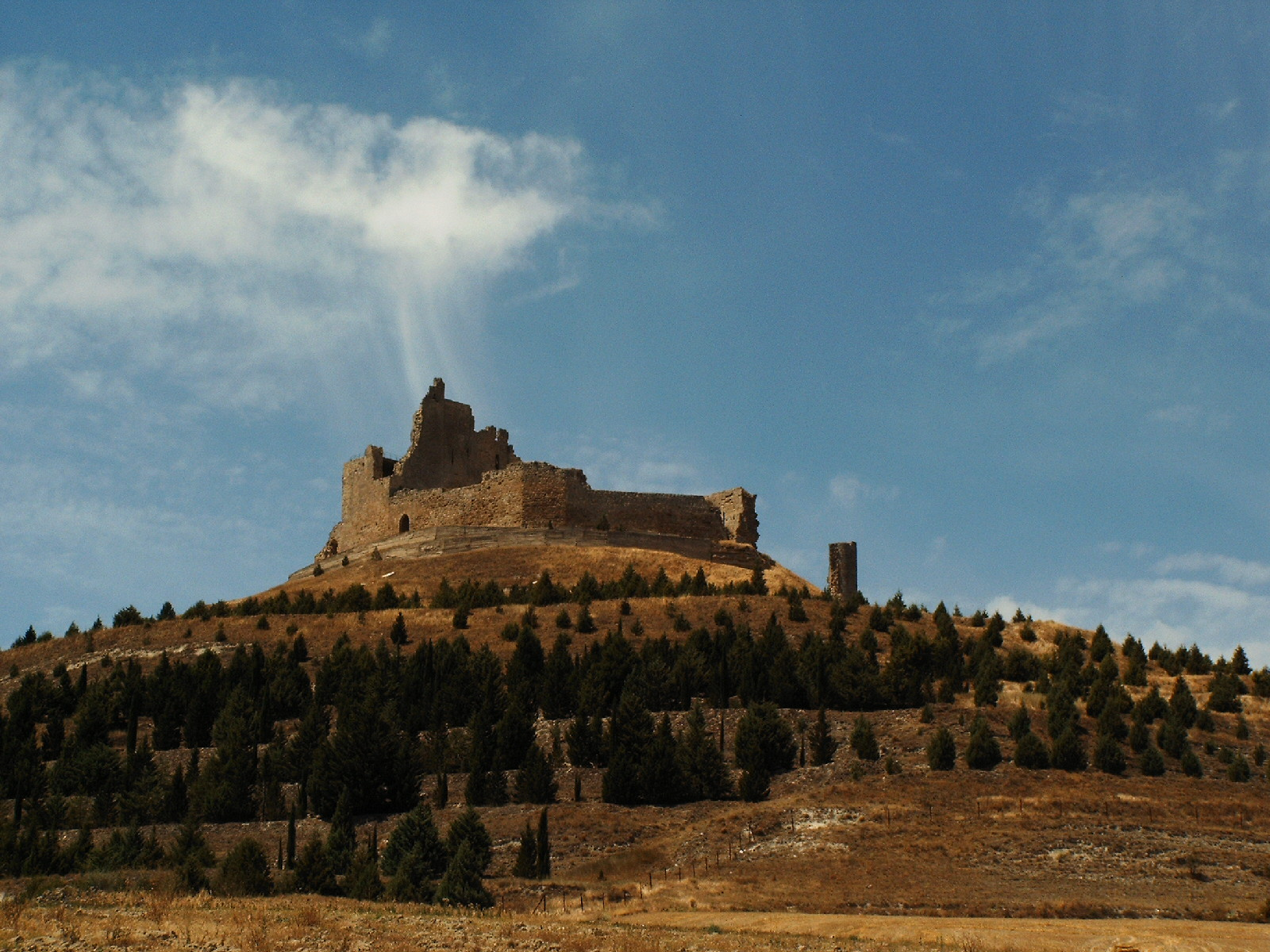
Burgruine

Castrojeriz ist ein nordspanischer Ort und eine Gemeinde (municipio) mit 780 Einwohnern (Stand: 2024) am Jakobsweg in der Provinz Burgos der Autonomen Region Kastilien-León. Das historische Ortszentrum ist als Kulturgut (Bien de Interés Cultural) in der Kategorie Conjunto histórico-artístico eingestuft.

## Lage und Klima
Der Ort Castrojeriz liegt am Río Odra in der Iberischen Meseta an der Südflanke eines ca. 900 m hohen Tafelberges mit der Burgruine des Castrum Sigerici. Die Provinzhauptstadt Burgos ist etwa 50 km (Fahrtstrecke) in östlicher Richtung entfernt; bis nach Santiago de Compostela sind es noch ca. 450 km in westlicher Richtung. Das Klima ist gemäßigt bis warm; Regen (ca. 540 mm/Jahr) fällt übers Jahr verteilt.

## Bevölkerungsentwicklung
| Jahr      | 1857  | 1900  | 1950  | 2000 | 2017 |
| Einwohner | 2.646 | 2.366 | 2.096 | 996  | 817  |

Die Mechanisierung der Landwirtschaft und die Aufgabe bäuerlicher Kleinbetriebe haben seit der Mitte des 20. Jahrhunderts zu einem deutlichen Rückgang der Einwohnerzahlen geführt. Zur Gemeinde gehören auch 5 Weiler (pedanías) mit insgesamt etwa 300 Einwohnern.

## Wirtschaft
Die Einwohner der Landgemeinde leben hauptsächlich von der Landwirtschaft (Ackerbau und Viehzucht). Im Ort selbst ließen sich Kleinhändler und Handwerker nieder. Seit den 1970er Jahren spielt auch die sommerliche Vermietung von Ferienhäusern (casas rurales) eine gewisse wirtschaftliche Rolle. Auf den Bergen der Umgebung wurden um die Jahrtausendwende mehrere Windparks installiert.

## Geschichte
Bronzezeitliche Keramik wurde entdeckt, doch aus keltischer, römischer, westgotischer und selbst maurischer Zeit fehlen archäologisch verwertbare Spuren. Die erste Erwähnung des Ortsnamens Castrum Sigerici stammt aus dem 9. Jahrhundert, der Anfangszeit der christlichen Rückeroberung (reconquista). Um die Mitte des 11. Jahrhunderts wurden die Mauren endgültig bis an die Duero-Grenze zurückgedrängt. Im Mittelalter und in der frühen Neuzeit erlebte der Ort seine Blütezeit, die sich im Bau mehrerer Kirchen und Pilgerhospize widerspiegelt. Heute ist der Ort nur noch teilweise bewohnt; viele Häuser verfallen.

## Sehenswürdigkeiten
- Mit dem Bau der gotischen Stiftskirche (Colegiata de Nuestra Señora del Manzano) wurde im Jahr 1214 begonnen, doch stammt der heutige Kirchenbau im Wesentlichen aus der Zeit um 1500. Beide Portale und die Fensterrose sind spätgotisch, doch ohne jeden Figurenschmuck. Die beiden oberen Turmgeschosse stammen aus der Renaissance und dem Frühbarock. Das Innere der Kirche ist dreischiffig und verfügt über einen gitterumgebenen Binnenchor mit Chorgestühl. In den drei Apsiden, im gesamten Chorbereich und in den Seitenkapellen befinden sich mehrere imposante Barockaltäre.

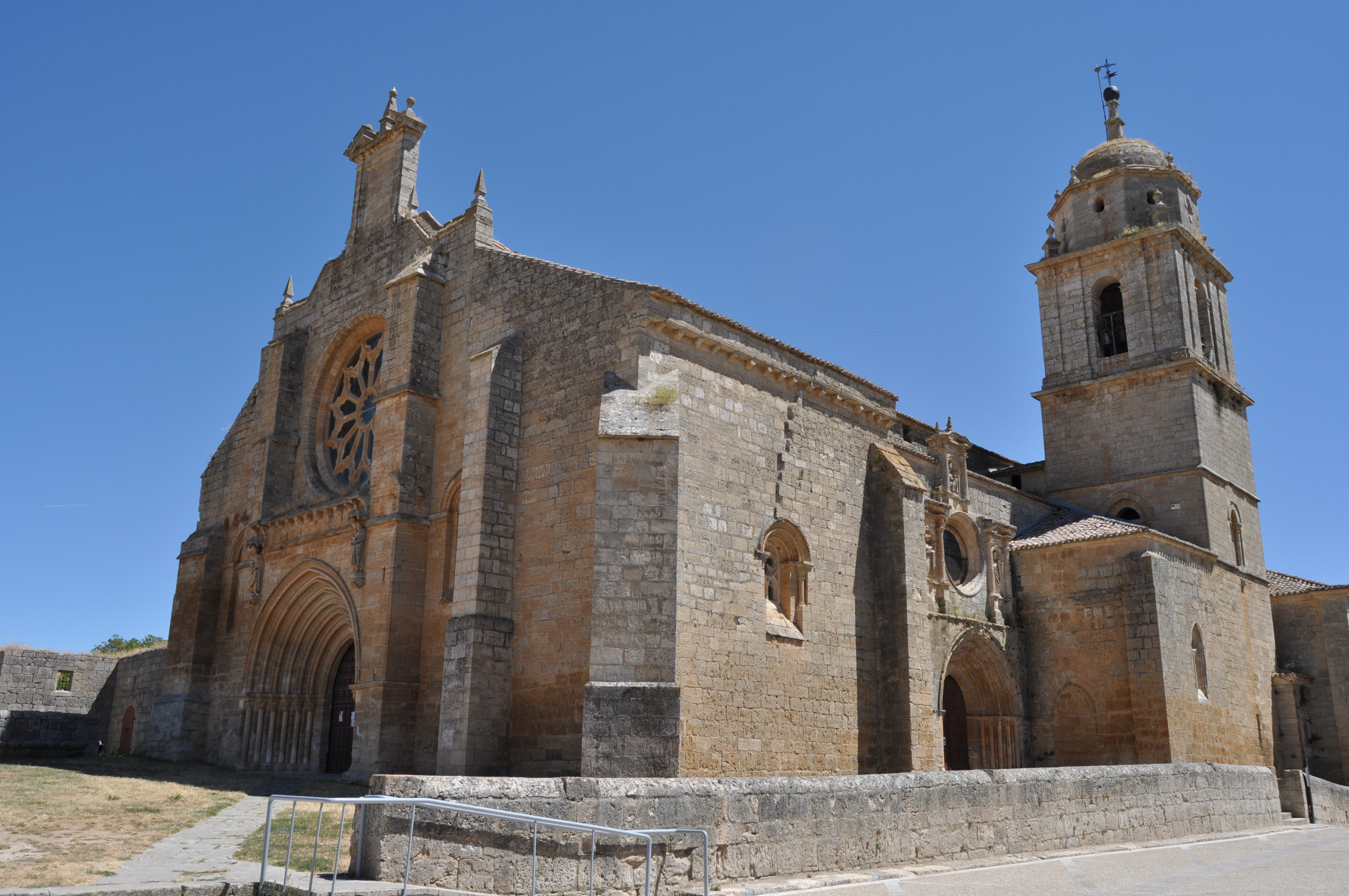
Colegiata de Nuestra Señora del Manzano
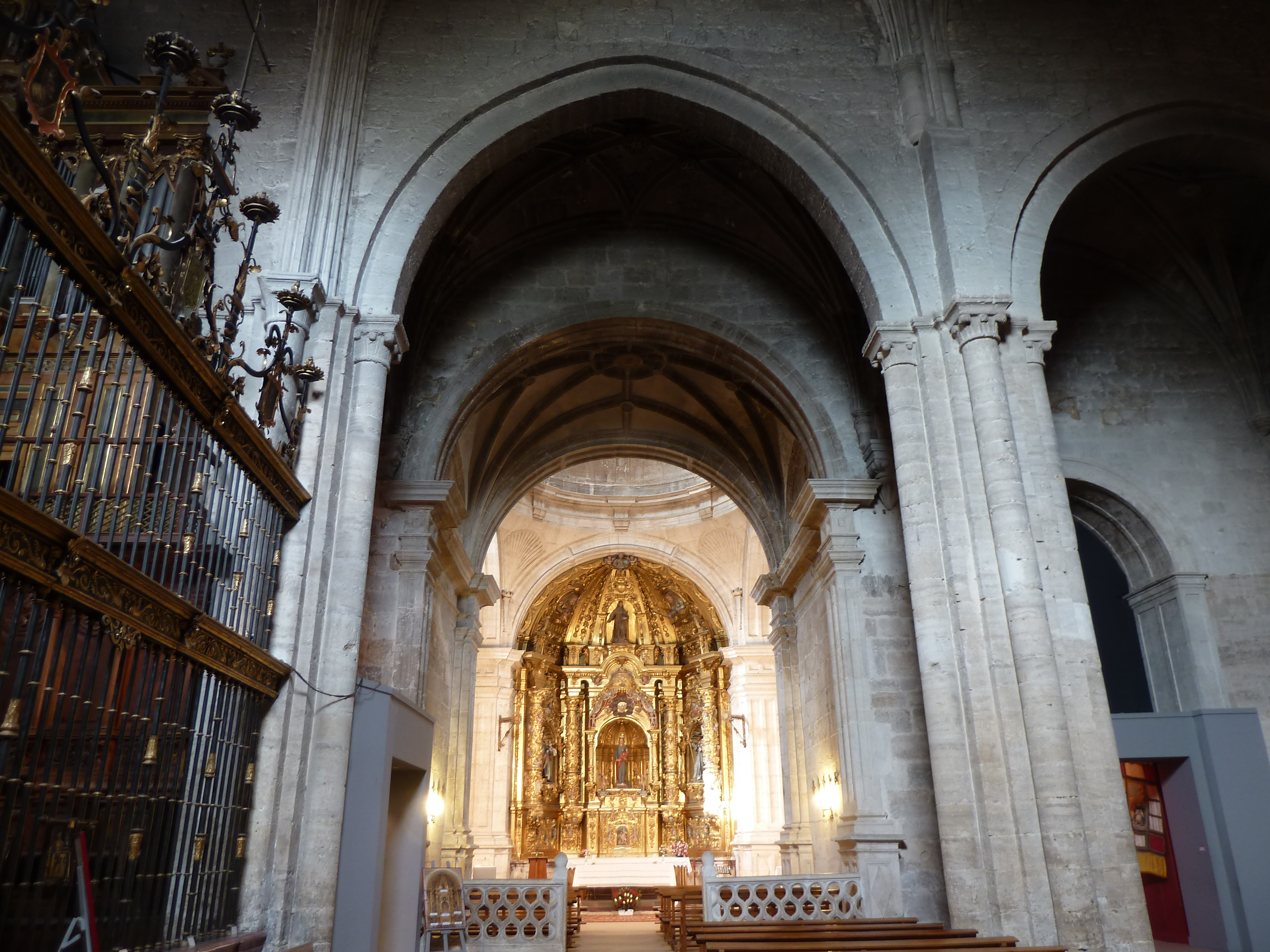
Kirchenschiff, Vierung und Apsis mit Hochaltar
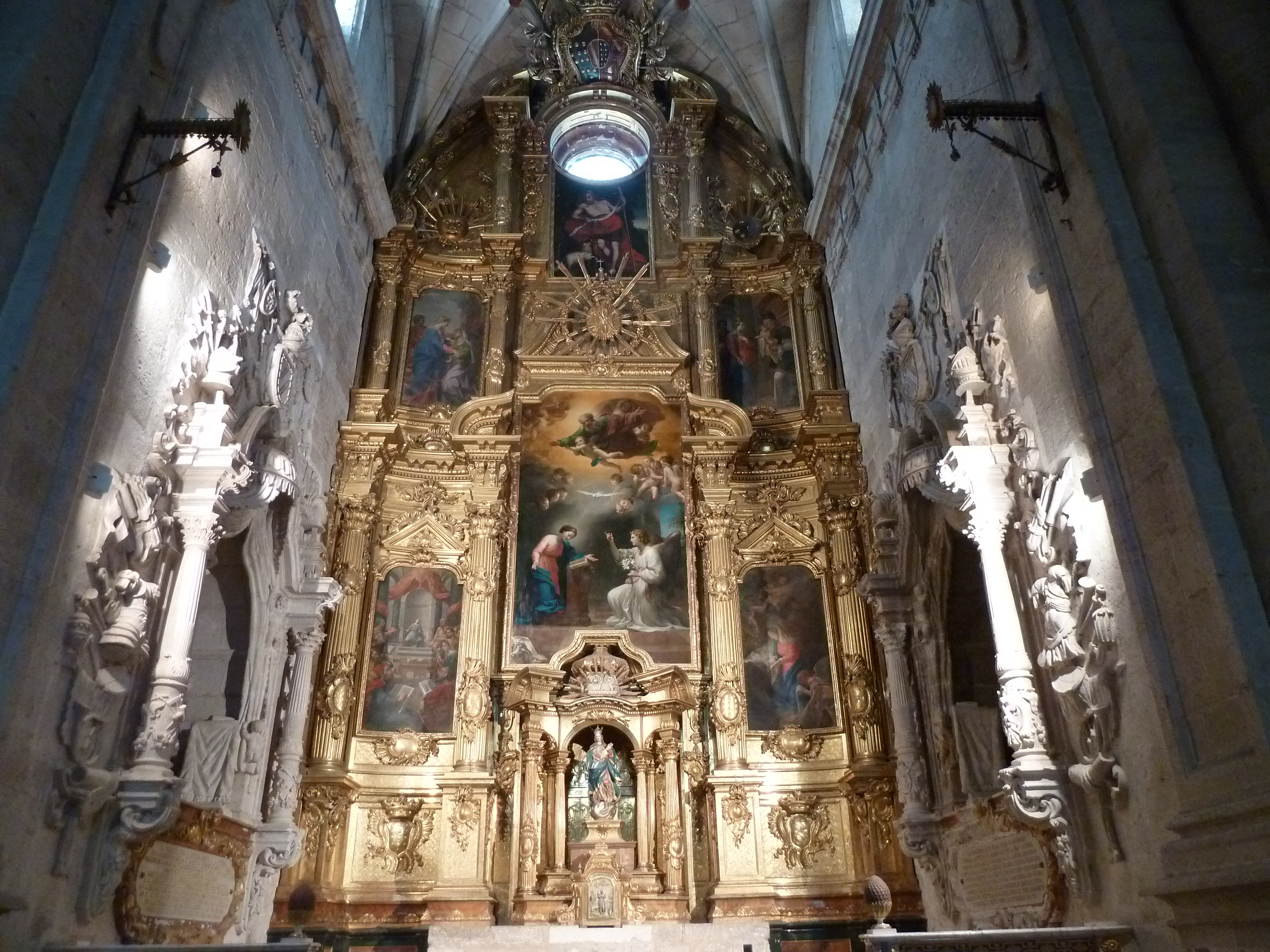
Hochaltar
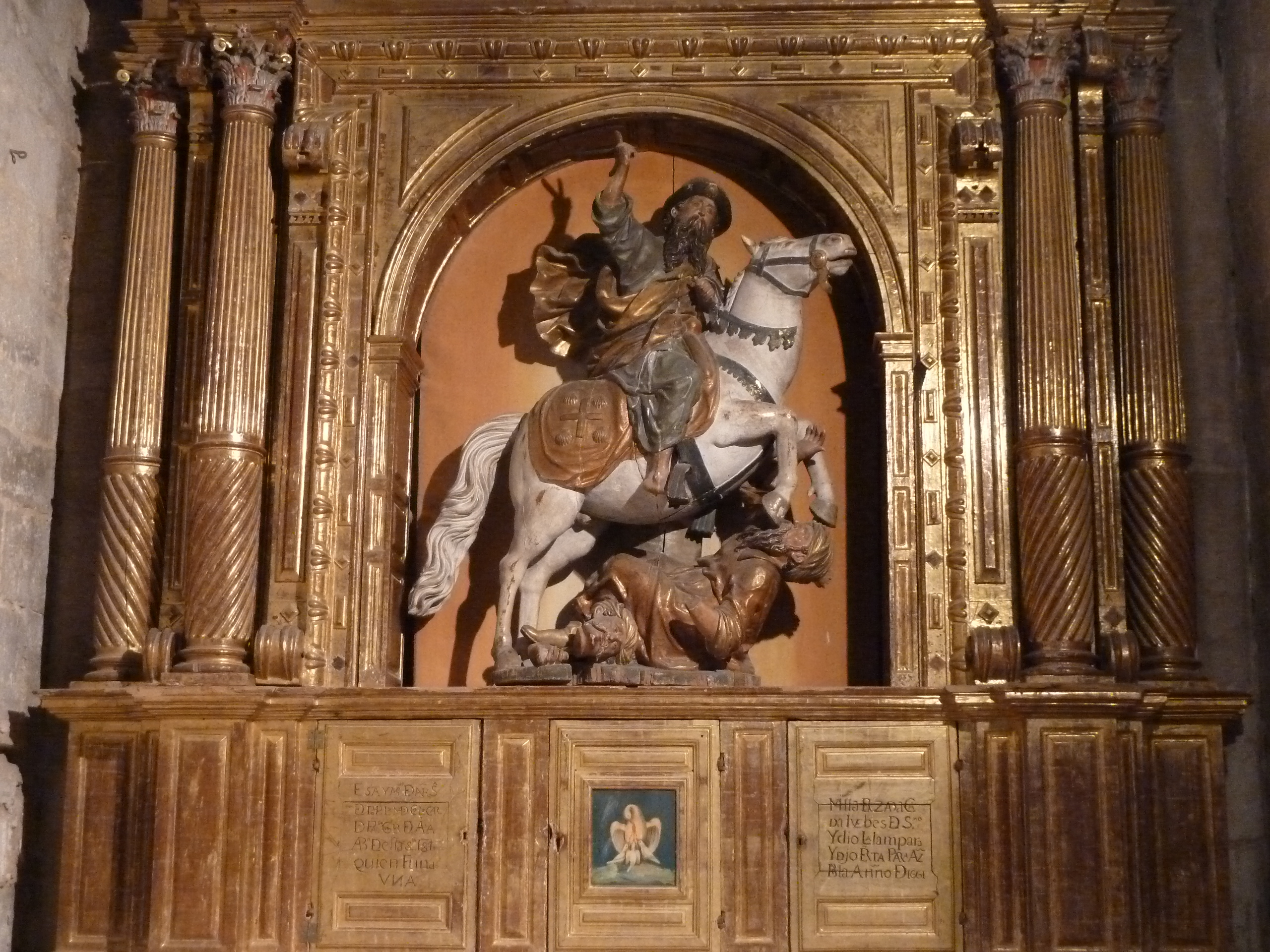
Reiterfigur Santiagos als Maurentöter

- Die ehemalige Pfarrkirche Santo Domingo ist eine Hallenkirche des 16. Jahrhunderts mit einem schönen Sterngewölbe. Sie dient heute als Museum. 1980 wurde aus der Kirche ein sechsteiliger Wandteppich, aus dem 17. Jahrhundert, insgesamt 4 × 6,5 m groß von vulgo Erik der Belgier (geboren in Belgien als Rene Alphonse Van den Berghe, gestorben 2020) gestohlen, 2022 wurde der letzte Teil zurückgegeben.[7]
- Die ehemalige Klosterkirche San Juan ist ebenfalls eine Hallenkirche aus dem 12. bis 14. Jahrhundert. Sie ist mit Altären und Figuren reich ausgestattet. Sehenswert ist der Kreuzgang (claustro) mit seinen Doppelsäulen.[8]

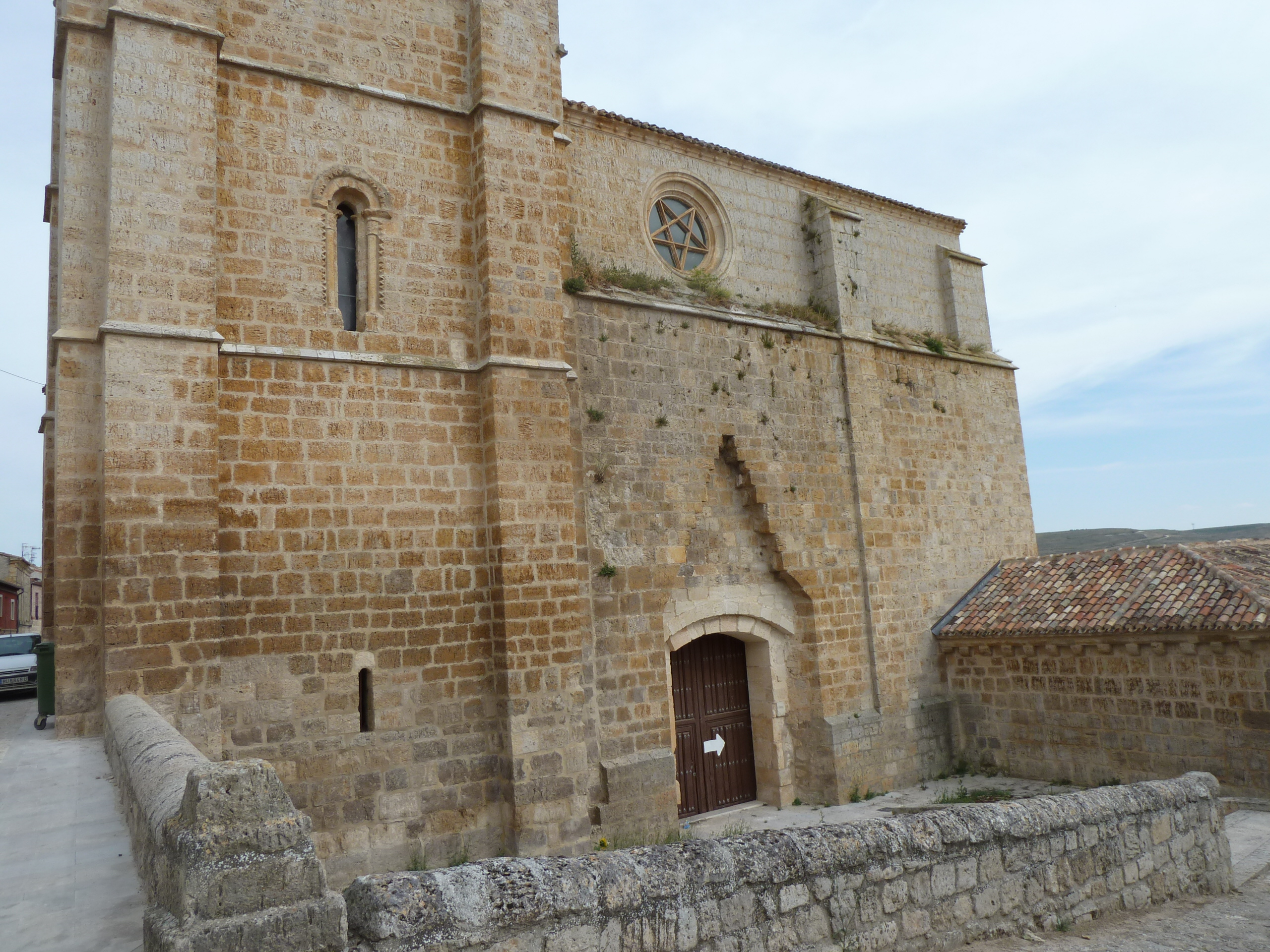
Iglesia de San Juan
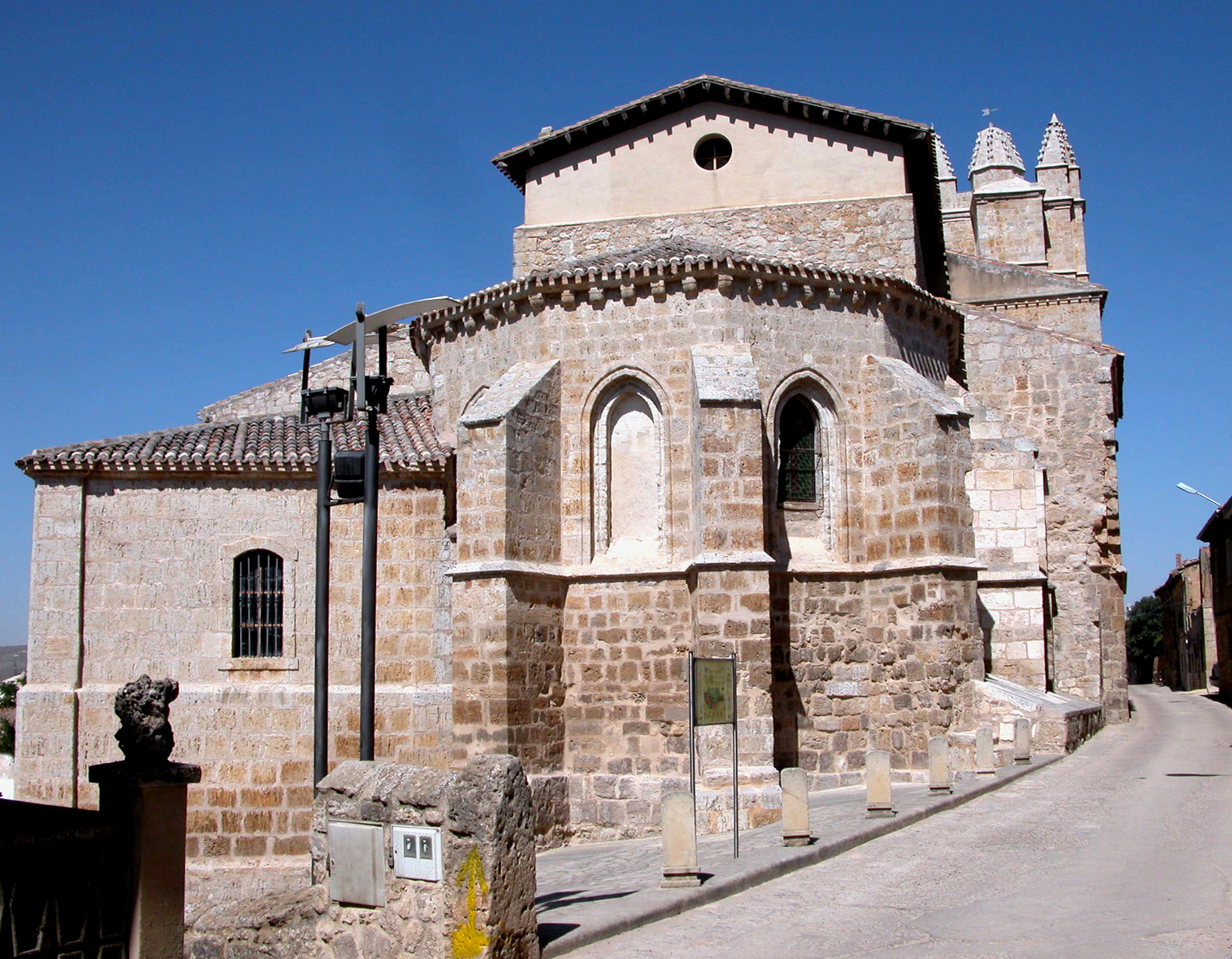
dto., Apsis
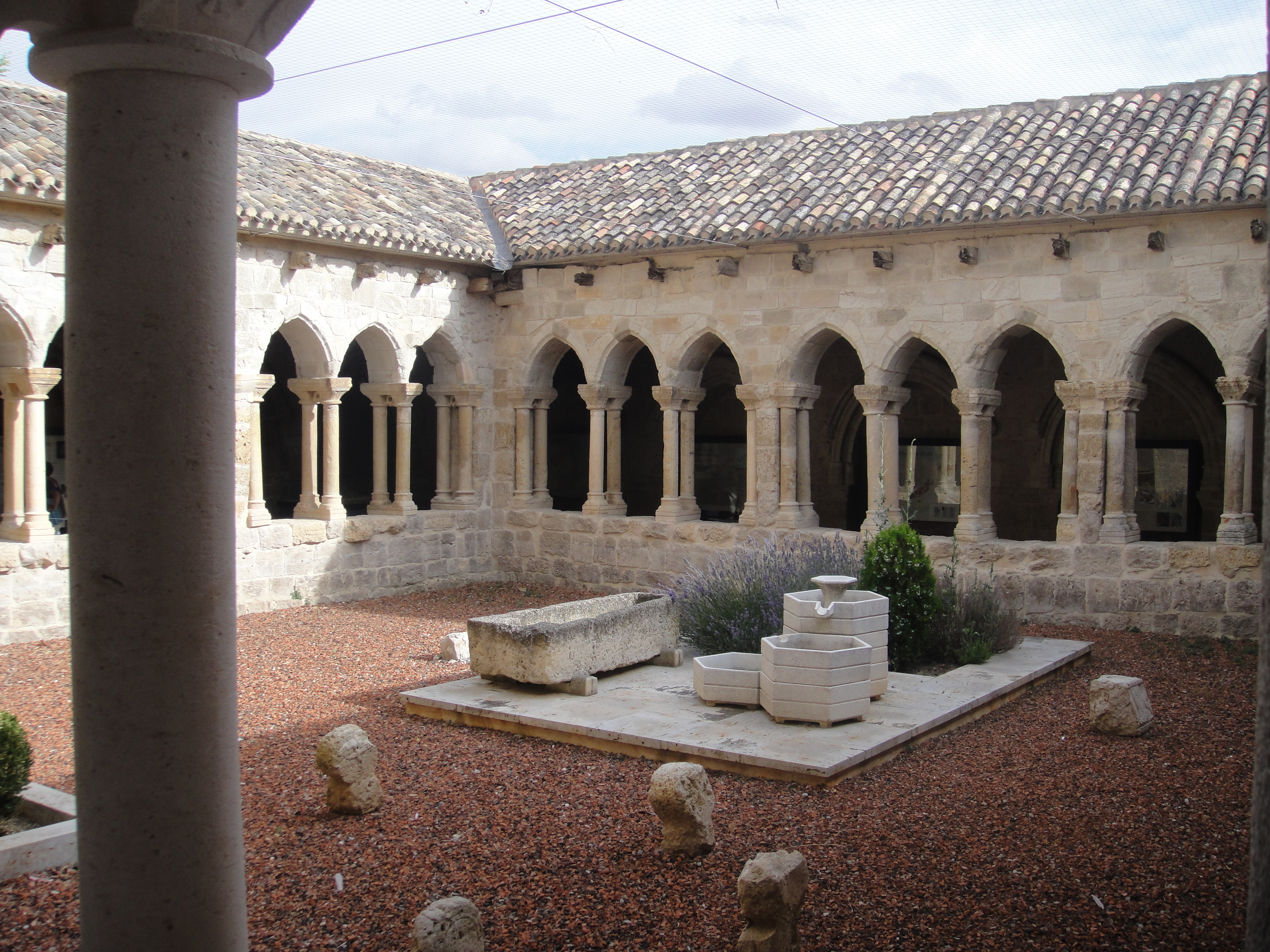
Kreuzgang
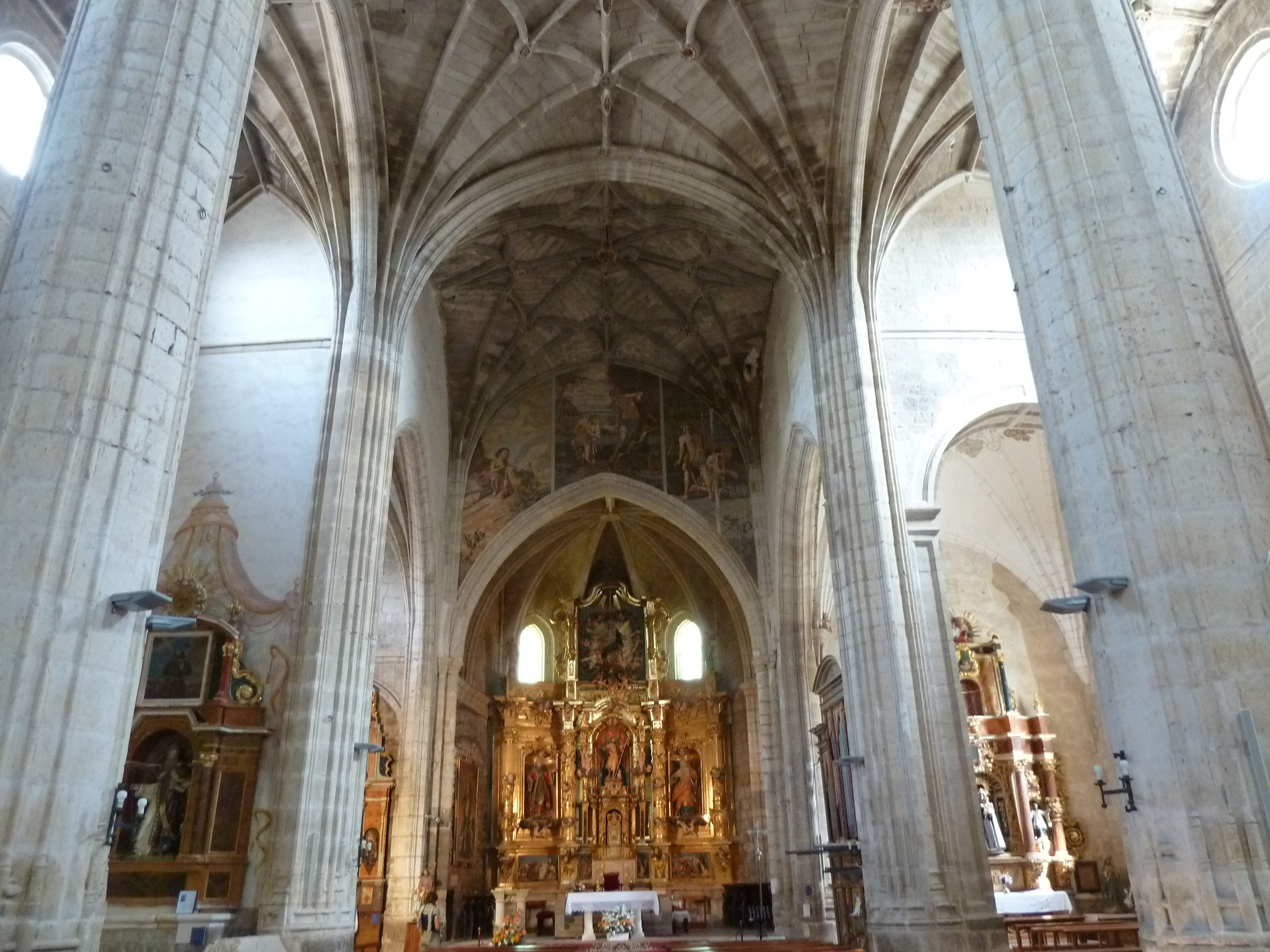
Ostteile
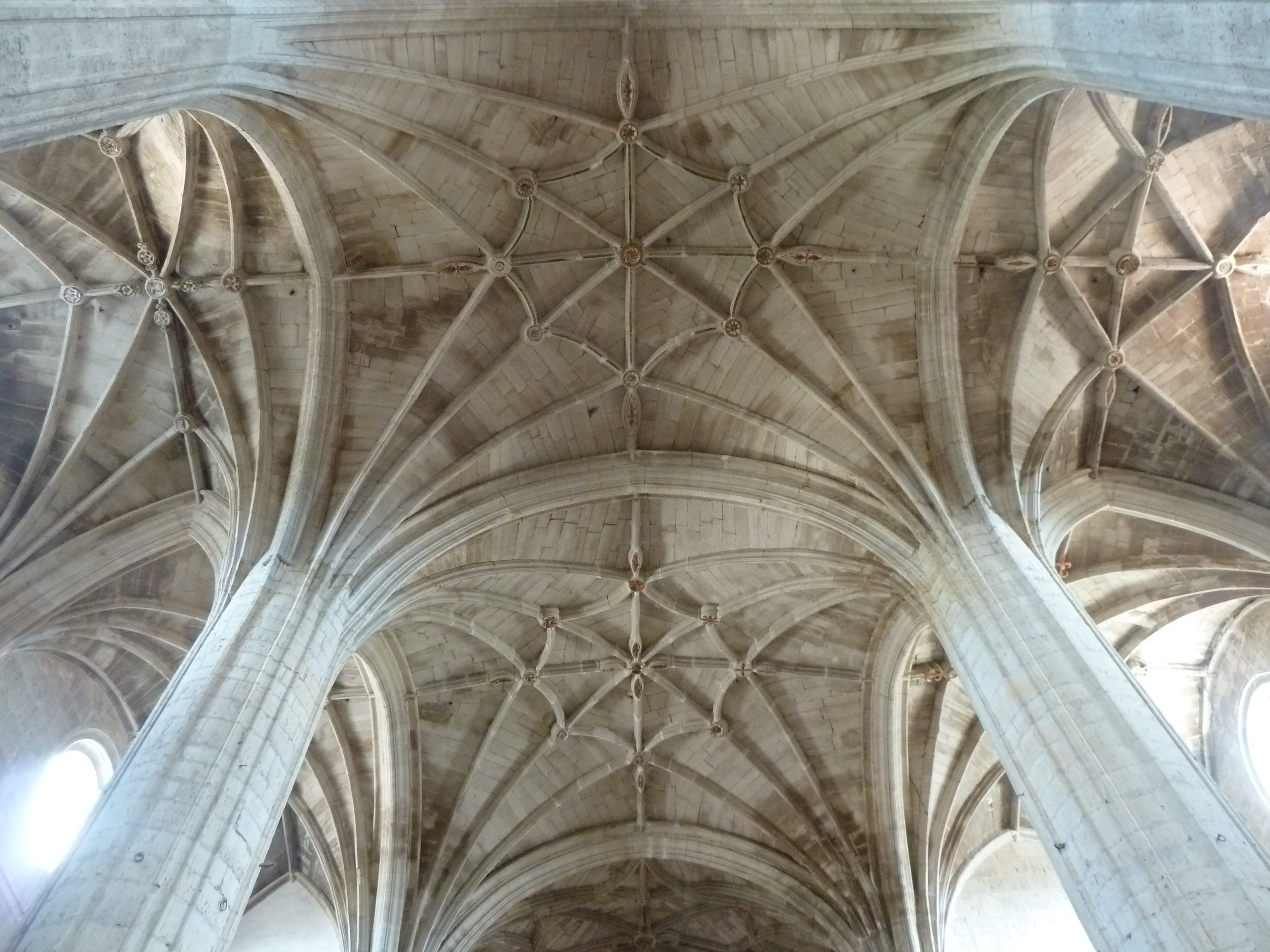
Sterngewölbe
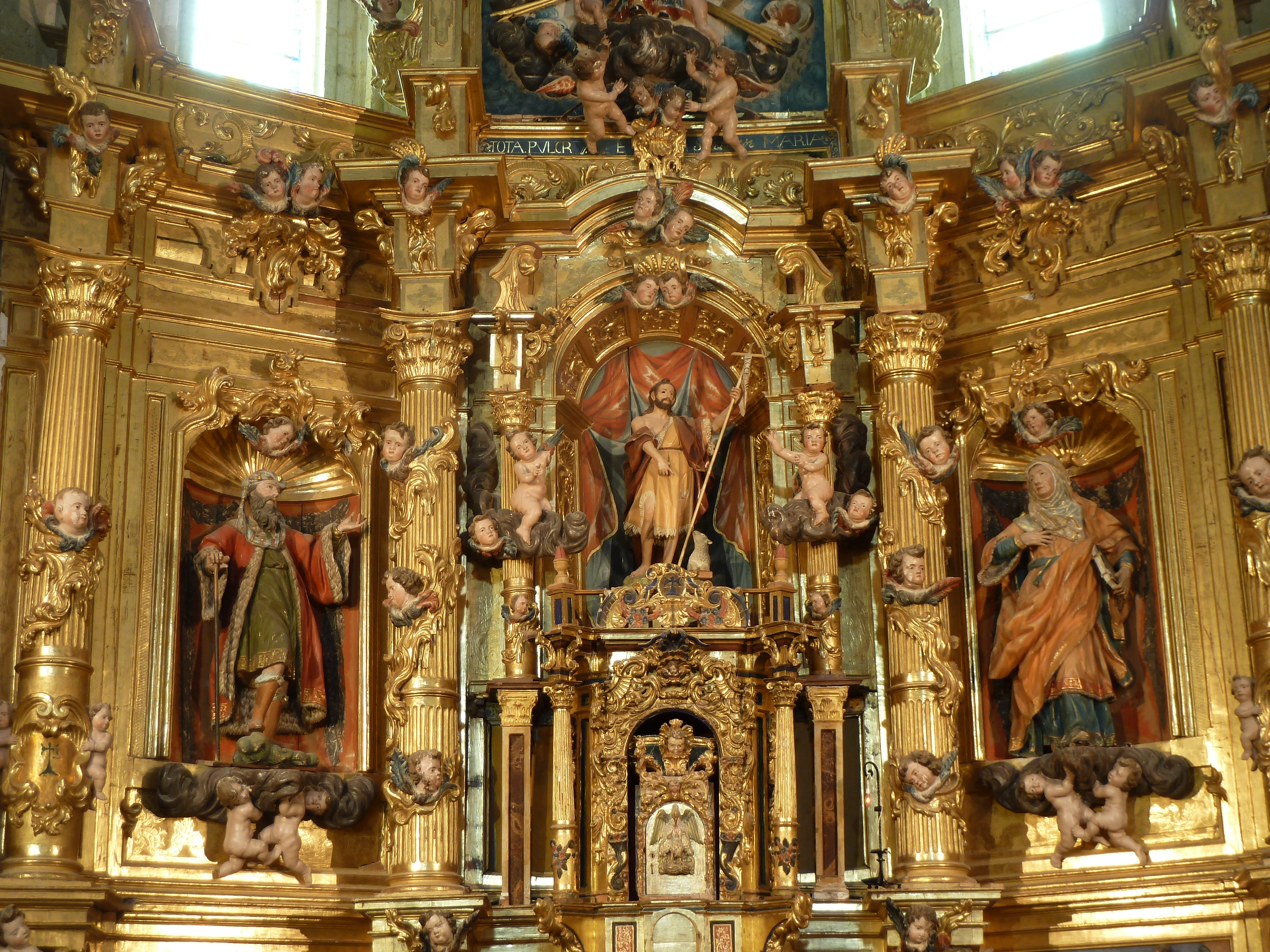
Hochaltar

Umgebung
- Die mittelalterliche Burgruine thront weithin sichtbar über der Stadt.
- Die eindrucksvollen Ruinen des im 12. Jahrhundert gegründeten Antoniter-Klosters und seiner spätgotischen Klosterkirche liegen ca. 3 km östlich des Ortes.[9]